# Великі Хірлепи
Великі Хірле́пи (рос. Большие Хирлепы, чув. Мăн Хирлеп) — присілок у складі Вурнарського району Чувашії, Росія. Входить до складу Азімсірминського сільського поселення.
Населення — 185 осіб (2010; 225 у 2002).
Національний склад:
- чуваші — 99 %